# Kiosk von Kertassi

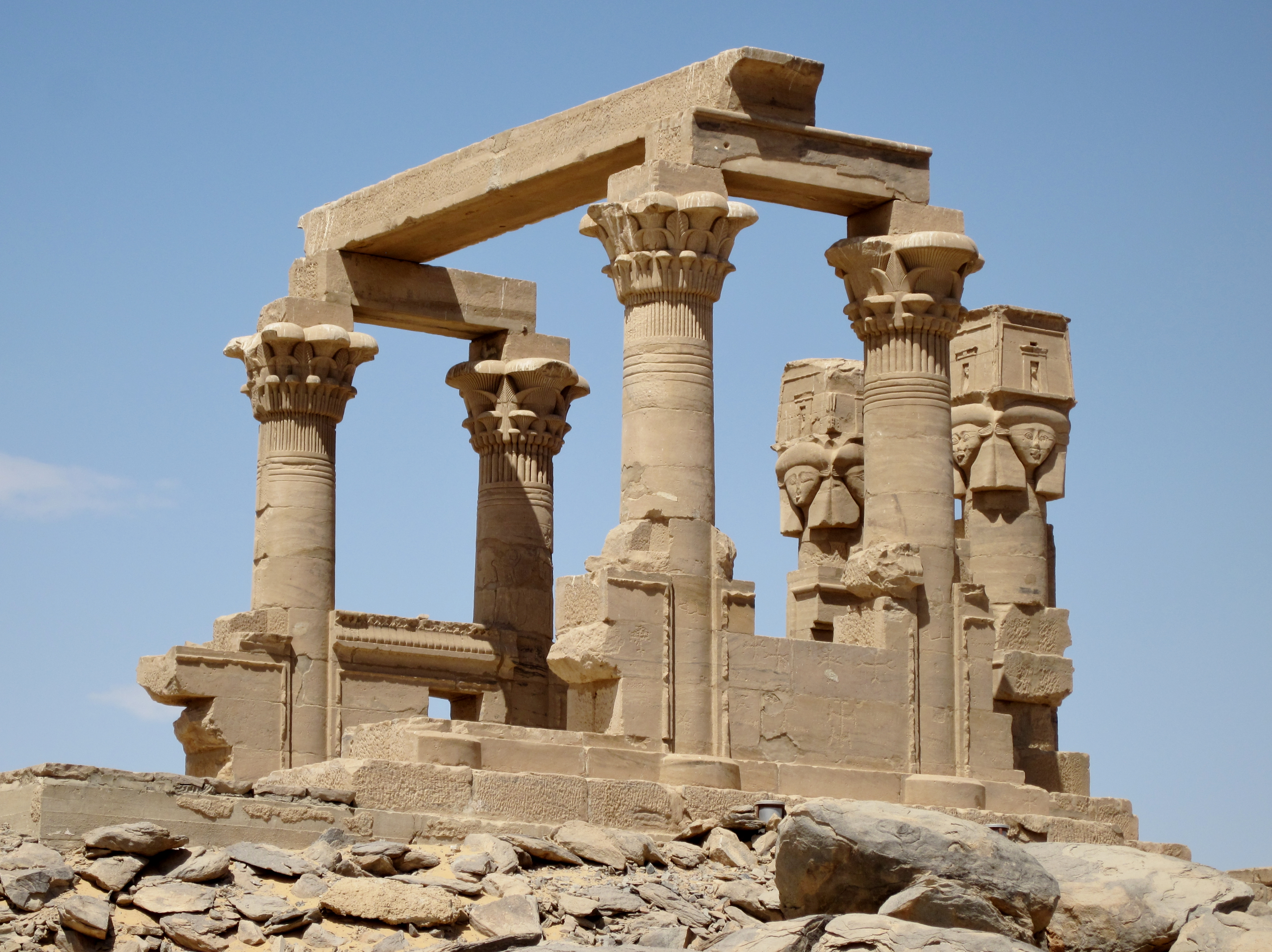
Kiosk von Kertassi

Der Kiosk von Kertassi ist ein kleiner altägyptischer Tempelbau aus griechisch-römischer Zeit. Bis zum Bau des Assuan-Hochdamms stand er am Eingang eines antiken Steinbruchs in der etwa 30 Kilometer südlich des Damms gelegenen Ortschaft Kertassi oder Qertassi (arabisch كيرتاسي Kīrtāsī oder قرطاسي Qirṭāsī) am Westufer des Nils. Der Ort hieß im Altertum Tzitzis beziehungsweise Qirtās.
Im Zusammenhang mit der Errichtung des Staudamms und der damit verbundenen Überflutung des Ortes durch den Nassersee wurde der Kiosk von Kertassi 1960 abgebaut und 1963 auf die Insel Neu-Kalabscha etwa einen Kilometer südwestlich der Staumauer des Hochdamms versetzt. Dort steht er heute in unmittelbarer Nachbarschaft des ebenfalls versetzten Mandulis-Tempels von Kalabscha, beide seit 1979 auf der Weltkulturerbeliste der UNESCO.

## Beschreibung
Ungefähre Koordinaten des ursprünglichen Standortes: 23° 42′ 10″ N, 32° 53′ 29″ O

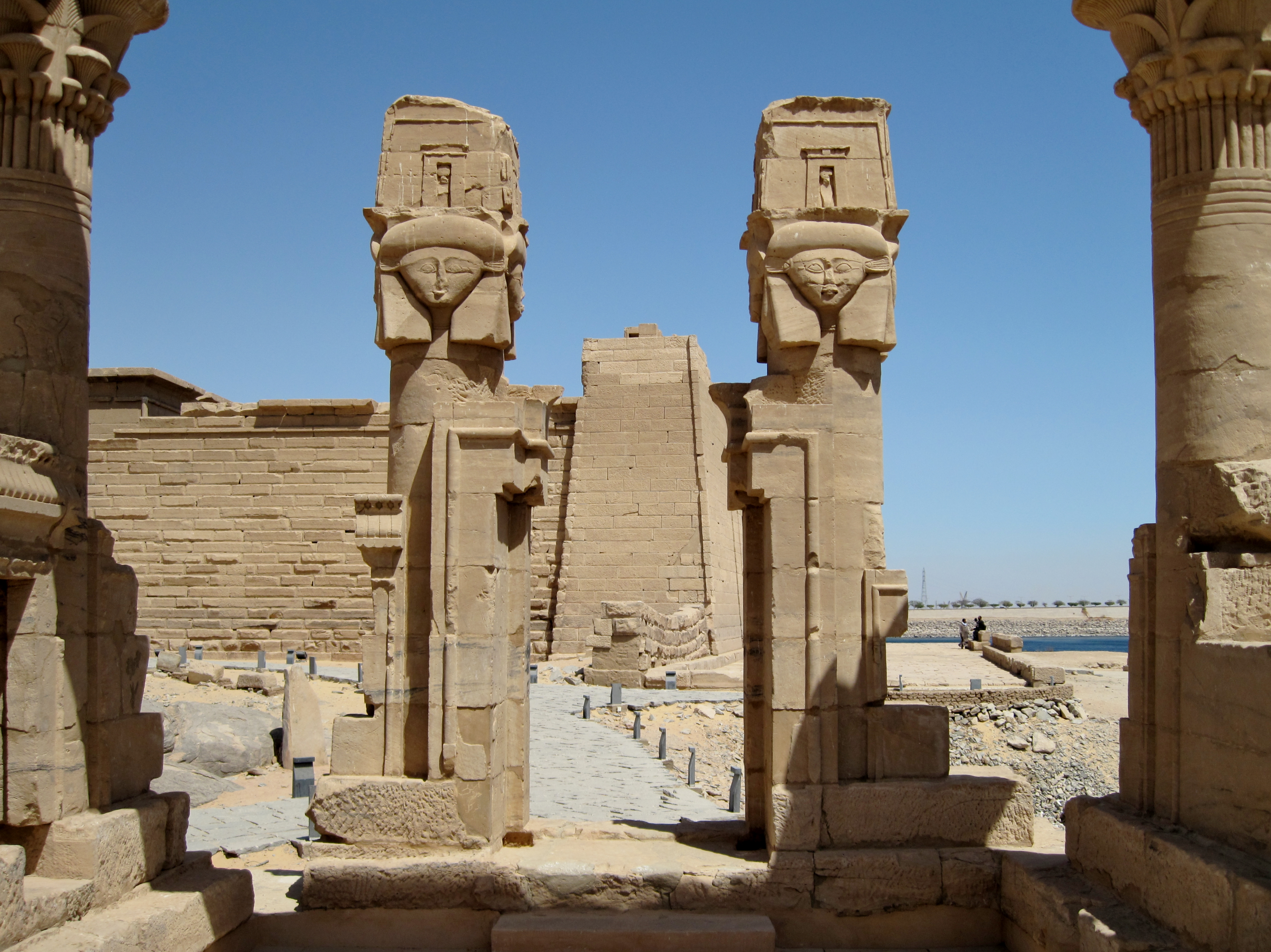
Hathorsäulen des Eingangs

Als Kiosk bezeichnet man die besondere Bauform eines kleinen Heiligtums im Alten Ägypten in der Art eines nach mehreren Seiten geöffneten Pavillons. Von den ehemals vierzehn Säulen des 8,3 × 8,3 Meter großen Kiosks von Kertassi sind heute noch sechs erhalten. Die Säulen der Längsseiten mit ihren pflanzenförmigen Kompositkapitellen stützten auf einem 25 m² großen rechteckigen Grundriss über Architraven ein Dach aus Sandsteinplatten mit Hohlkehlen an den Rändern. Sie waren durch Interkolumnienmauern bis auf halber Höhe miteinander verbunden. Als einzige ist die nordwestliche Säule mit einem unvollendet gebliebenen Relief versehen, das einen anonymen König vor Isis und Harpokrates zeigt und vom Stil in die Ptolemäerzeit datiert wird.
An den neben dem die Westwand durchbrechenden kleinen Nebeneingang vermutlich zwei Zugängen zum Kiosk, von denen ein Portal teilweise erhalten ist, standen je zwei Säulen mit Kapitellen, die den Kopf der Göttin Hathor darstellten. Diese Hathorsäulen sind auch von anderen Tempelbauten, beispielsweise dem Mammisi des Isis-Tempels von Philae oder dem Hathor-Tempel bei Dendera, bekannt. Die Göttin Hathor war die Schutzpatronin der Steinbruch- und Minenarbeiter, was dem ehemaligen Standort des Kiosks am Nordrand eines Steinbruchareals entspricht. In Verbindung mit der Gleichsetzung der Göttinnen Hathor und Isis seit dem Neuen Reich vermutet man, dass der Kiosk von Kertassi gemeinsam mit den Tempeln von Debod und Dendur eine Station für die heilige Barke der Isis entlang eines Prozessionsweges war.